# Aeolostoma orophila
Aeolostoma orophila es una especie de polilla de la familia Tortricidae. Se encuentra en Nueva Guinea.